# ホセ・バリビアン
ホセ・バリビアン（スペイン語: José Ballivián、1805年5月5日 - 1852年10月6日）は、連邦戦争時期のボリビア人将校で、後に第11代ボリビア大統領に就任した（在任：1841年9月27日 - 1847年12月23日）。

## 生涯
1805年、ラパスで（セバスティアン・デ・セグロラを親族に持つ）裕福な家族に生まれた。12歳で従軍、1822年まで王党派だったが、18歳のときにホセ・ミゲル・ガルシア・ランサの反乱軍に加わった。特に優秀だったわけではなく、ボリビア軍における昇進も特に早かったわけではなかったが、1836年2月のソカバヤの戦いでフェリペ・サンティアゴ・サラベリーに勝利したことには大きく貢献した。1830年代にはアンドレス・デ・サンタ・クルスを支持した。ペルー大統領アグスティン・ガマーラがボリビアへの大規模な侵攻を起こすと、バリビアンはボリビア軍総指揮官として軍部の親ベラスコ派と親サンタ・クルス派を対ペルーで一致させた。1841年11月、バリビアンはインガビの戦いでガマーラに大勝、捕虜になったガマーラを処刑した。このことはボリビアの軍事史における頂点であり、インガビの戦いはボリビアの独立を守ったのと同時にバリビアンを国民的英雄にした。これは四分五裂の状態にあるボリビアにとって長らく欲したものであった。議会はほぼ即座に彼をマリアーノ・エンリケ・カルボの後任として大統領代行に任命したほどであった。当時フランスに滞在していたサンタ・クルスはバリビアンの人気をみて、バリビアンの大統領就任に同意、自身は帰国しないことにした。
1842年に大統領選挙で当選すると、バリビアンは憲法改正など重要な改革を実施した。彼はサンタ・クルスのように統治し、支持者を喜ばせる努力を怠らなかったため、自身をサンタ・クルスの後継者として位置づけることができた。彼は国内の詳細が不明な地域やフロンティアへの探索や地図作成を命じ、ベニ県を設立しつつ沿岸部のリトラル県への支配を確立しようとした。これによりリトラル県の富がはじめて国内にもたらされたが、軍は反乱を防ぐべく主要都市に配置されたため、リトラル県での軍力が不足した。
マヌエル・イシドロ・ベルス将軍は妻がバリビアンと不倫していると疑ったため2人は政敵になり、ベルスは1845年に郊外に退いて、自分の支持者とともにバリビアンに宣戦布告した。このことはボリビアの社会を二分した。ベルスが人気取りの政策を採用した一方、バリビアンは国内の支配を継続するために強圧的な手段に出たため、ベルスの支持が高まり、バリビアンのそれは失速した。やがて、状況が内戦の様相を呈したため、バリビアンは1847年のクリスマス直前に逃亡した。バリビアン自身が改正した憲法に基づき、国家評議会の議長エウセビオ・グイラルテ・ベラが後任になった。バリビアンはチリに逃亡した後、ブラジルのリオデジャネイロに移り、そこで余生を過ごした。1852年、リオデジャネイロで死去。遺体はボリビアに送還され、国葬の待遇を受けた。息子のアドルフォ・バリビアンも政治家の道を歩み、1873年にボリビア大統領に就任した。

## 評価
バリビアン大統領時期のボリビアは平穏であり、カウディーリョ時代の初期においては最後の安定した時期とされる。